# Eduard Meyer
Eduard Meyer (Hamburgo, 25 de janeiro de 1855 — Berlim, 31 de agosto de 1930) foi um historiador alemão.
O seu principal trabalho foi Geschichte des Altertums ("História da Antiguidade").

## Obras
- Geschichte des Altertums (1884-1902; terceira edição, 1913)
- Forschungen zur alten Geschichte (1892-1899)
- Untersuchungen zur Geschichte der Gracchen (1894)
- Wirtschaftliche Entwicklung des Altertums (1895)
- Die Entstehung des Judentums (1896)
- Zur Theorie und Methodik der Geschichte (1902)
- Israeliten und ihre Nachbarstämme (1906)
- Der Papyrosfund in Elephantine (1912)